# Fenerbahce (rodzaj)
Fenerbahce – rodzaj ryb karpieńcokształtnych z rodziny Nothobranchiidae.

## Klasyfikacja
Gatunki zaliczane do tego rodzaju:
- Fenerbahce devosi
- Fenerbahce formosus